# Tamara Sujú
Tamara Sujú Roa là một luật sư hình sự người Venezuela và chuyên gia nhân quyền. Bà là người sáng lập một số tổ chức phi chính phủ, bao gồm Fundación Nueva Conciencia Nacional, Damas en Blanco en Venezuela và Fundapresos, một tổ chức hỗ trợ và trợ giúp pháp lý cho các tù nhân làm việc ở Venezuela từ 2002-06. Bà hiện đang là giám đốc điều hành của đài quan sát nhân quyền Centro de Estudios para América Latina (CASLA), có trụ sở tại Cộng hòa Séc, điều phối viên quốc tế của Foro hình sự Venezolano và chuyên mục với La Razon, một bộ trang phục truyền thông độc lập tại Caracas. Bà là thành viên cao cấp tại Trung tâm Nhân quyền Raoul Wallenberg.
Tốt nghiệp Đại học Công giáo Andrés Bello, Sujú đã bị các quan chức chính phủ buộc tội vì có hành vi gây mất ổn định và đã chỉ ra bà là cháu gái của Tướng Oswaldo Sujú, tham gia vào nỗ lực đảo chính của Venezuela năm 2002. Nicolás Maduro, khi còn là chủ tịch Quốc hội, tuyên bố rằng bà "phản bội tổ quốc" và rằng bà là một phần của CIA. Vào tháng 8 năm 2014, Tamara yêu cầu tị nạn chính trị ở Prague sau khi lo sợ "vì sự tự do và toàn vẹn về thể chất của mình"; tình trạng bảo vệ quốc tế được chính phủ Cộng hòa Séc cấp trong thời gian mười năm tái tạo vào ngày 24 tháng 11.
Luật sư đã biên soạn lại các vụ tra tấn được đăng ký tại Venezuela từ năm 2002 đến 2014 và chính thức yêu cầu chống lại Nicolás Maduro tại Tòa án Hình sự Quốc tế vào tháng 7 năm 2016. Vào ngày 5 tháng 4 năm 2017, Sujú được Viện Dân chủ InterAmerican mời làm chứng về các vụ tra tấn ở Venezuela và đất nước nhanh chóng tại Tòa án. Sự nhanh chóng của bà bắt đầu với 65 sự cố khi được trình bày trước Tòa án và được cập nhật vào tháng 5 năm 2017. Vào ngày 14 tháng 9 năm 2017, bà đã làm chứng về 289 trường hợp tra tấn trong những khán giả đầu tiên của Tổ chức các quốc gia Hoa Kỳ (OAS) để phân tích có thể tội ác chống lại loài người ở nước này, bao gồm các sự cố trong cuộc biểu tình ở Venezuela năm 2017 và 192 trường hợp bị tra tấn tình dục.